# Creature Comforts (Fernsehserie)
Creature Comforts ist eine britische Fernsehserie von Nick Park und Richard Goleszowski. Die knetanimierte Serie wird seit 2003 produziert. Sie handelt von Tieren, die von einem Reporter interviewt werden. Die Serie ist die Fortsetzung des 1989 produzierten gleichnamigen Kurzfilms Creature Comforts über Wildtiere, die zu ihren Lebensbedingungen im Zoo befragt werden.
Die tierischen Darsteller wurden in Knetanimation zu bereits bestehenden Tonaufnahmen modelliert. Bei den Aufnahmen handelt es sich um Teile von Interviews, die mit scheinbar zufällig ausgewählten Personen zu verschiedenen Themen geführt und später den Tieren als deren Stimmen unterlegt wurden.
Entsprechend entsteht der Eindruck, das „Tier von nebenan“ würde sich beiläufig zu Themen aller Art äußern oder über wichtige Themen philosophieren.
Creature Comforts war ab 15. Januar 2007 in deutscher Sprache auf Comedy Central und als OmU auf SF zwei zu sehen.